# Methodus medendi
Methodus medendi (in greco antico Θεραπευτικὴ μέϑοδος, Therapeutiké méthodos) è un'opera in quattordici volumi del medico e filosofo greco di età imperiale Galeno (130 circa - 201 circa). Il testo, noto anche come Megategni per distinguerlo dall'opera nota come Tegni, è stato considerato per secoli il testo classico di riferimento per la terapia medica, venendo tradotto in varie lingue, fra cui l'arabo e il latino.